# Платовка (село, Новосергієвський район)
Пла́товка (рос. Платовка) — село у складі Новосергієвського району Оренбурзької області, Росія.
Стара назва — Совхоз імені Матросова.

## Населення
Населення — 695 осіб (2010; 709 у 2002).
Національний склад (станом на 2002 рік):
- росіяни — 85 %